# 치루
치루(痔漏/痔瘻, anal fistula, fistula-in-ano) 또는 항문 샛길은 만성적인 항문관의 상피 표면과 (일반적으로) 주변 피부 간의 구멍이 생기는 만성적인 질환이다. 항문직장의 종기의 이력이 있는 사람에게 흔히 발생한다. 해당 종기가 적절히 치료되지 않았을 때 발생할 수 있다.
감염을 예방하기 위해서는 수술 형태의 치료가 필수적으로 간주된다.

## 같이 보기
- 치질